# روي مور (سياسي)
روي مور (بالإنجليزية: Roy Moore)‏ هو قاضي ومحامي وسياسي أمريكي، ولد في 11 فبراير 1947 في غادسدن في الولايات المتحدة. حزبياً، نشط في الحزب الجمهوري. انتخب رئيسا للمحكمة العليا في ألاباما لولايتين هما (15 يناير 2001 – 13 نوفمبر 2003) و (15 يناير 2013 – 2017).

## وصلات خارجية
- الموقع الرسمي